# 玉來站
玉來站（日语：／ Tamarai eki */?）是位於大分縣竹田市大字玉來，九州旅客鐵道（JR九州）的豐肥本線車站。

## 歷史
在昭和30年代前，此站因設有貨物起卸業務而繁榮，當時3號線為貨運月台。在1962年（昭和37年）1月，營林署關閉後使貨物起卸量大減。
- 1925年（大正14年）11月30日：犬飼線豐後竹田至此站之間開通，此站啟用[2]。
- 1928年（昭和3年）12月2日：此站至宮地之間開業，犬飼線改名為豐肥本線[2]。
- 1971年（昭和46年）10月1日：結束貨物起卸業務，同時成為無人車站[4]。
- 1987年（昭和62年）4月1日：伴隨國鐵分割民營化，車站由九州旅客鐵道（JR九州）營運[5][6][7][2]。
- 1990年（平成2年）7月2日：發生暴雨而暫停營業（在7月16日起開始提供代行輸送服務）[2]。
- 1991年（平成3年）10月19日：豐肥本線全線重開[2]。
- 1993年（平成5年）3月1日：為了配合縣道改善工程，車站大樓向東遷移20米，建設新的車站大樓[8]。同時站前廣場進行了工程[8]。
- 2012年（平成24年）7月12日：因發生九州北部暴雨（日语：平成24年7月九州北部豪雨）使車站暫停營業（在8月20日起開始提供代行輸送服務）。
- 2013年（平成25年）8月4日：豐肥本線全線重開（代行輸送在前日終止服務）[9]。
- 2017年（平成29年）
  - 9月17日：受到超強颱風泰利影響，阿蘇站至中判田站之間不能通行，車站暫停營業[10][11]。
  - 9月19日：阿蘇站至豐後竹田站之間安排代行的士運送[12][13]。
  - 9月22日：阿蘇站至三重町站之間重開（阿蘇站至豐後竹田站之間的代行的士於前日終止。）[14][15]。

## 車站構造
車站是一座地面車站，設有1面1線的單式月台，此站是無人車站。在1993年，車站大樓遷移時新建新的車站大樓，大樓是一座木造建築物，設計訪照日本10大稻荷扇森稻荷神社。大樓內設有候車室和廁所。

## 使用狀況
在2012年度，1日平均乘車人次為17人（比前年度少3人）。
| 乘車人次變化 | 乘車人次變化 |
| 年度         | 1日平均人次  |
| ------------ | ------------ |
| 2000         | 17           |
| 2001         | 14           |
| 2002         | 15           |
| 2003         | 10           |
| 2004         | 8            |
| 2005         | 7            |
| 2006         | 14           |
| 2007         | 17           |
| 2008         | 17           |
| 2009         | 17           |
| 2010         | 13           |
| 2011         | 20           |
| 2012         | 17           |

## 車站周邊
站前設有少量民居。站前沿縣道前進400米會到達市區（玉來地區）。
- 竹田泉水群（日语：竹田泉水群）（距離車站1公里　步行15分鐘）
- 扇森稻荷神社（日语：扇森稲荷神社）[1]
- 玉來郵局
- 光明寺
- 真正寺
- 大野川（日语：大野川）上流農業水利事業所
- 竹田市立南部小學
- 大分縣立竹田養護學校
- 玉來保育所
- 下矢倉團地
- 國道57號（日语：国道57号）
- 渡部石油
- 吉田八幡社
- Sunlive（日语：サンリブ）竹田店
- 玉来第二團地（從車站步行2分鐘）
- 國土交通省佐伯河川國道事務所 竹田維持出張所（經車站後方狹窄道路前往）
- 後藤姬達磨工房

## 相鄰車站
九州旅客鐵道（JR九州）
■豐肥本線
豐後荻－玉來－豐後竹田

## 注腳

## 外部連結
- 玉來（車站資訊） - 九州旅客鐵道（日語）